# Deutsche Cadre-71/2-Meisterschaft 1978/79

Veranstaltungsort: Herten

Die Deutsche Cadre-71/2-Meisterschaft 1978/79 ist eine Billard-Turnierserie und fand vom 8. bis zum 10. September 1978 in Herten zum 31. Mal statt.

## Geschichte
Dass Deutschland zwei absolute Weltklassespieler im Cadre 71/2 hat, zeigte diese Deutsche Meisterschaft. Es siegte wieder einmal der aktuelle Weltmeister Dieter Müller. Aber auch der Bochumer Klaus Hose, der den besten Generaldurchschnitt (GD) des Turniers spielte, kann mit seiner Leistung mehr als zufrieden sein. Unglücklich für ihn aber, dass der momentan Beste der Welt in dieser Disziplin für ihn nur sehr schwer zu besiegen ist. Auch der Velberter Thomas Wildförster, der Dritter wurde, zeigte wieder einmal sein großes Können im Cadre.

## Modus
Gespielt wurde in zwei Vorrundengruppen à 5 Spieler. Die besten drei jeder Gruppe qualifizierten sich für die Endrunde. Alle Partien des Turniers wurden bis 300 Punkte gespielt.
Die Endplatzierung ergab sich aus folgenden Kriterien:
1. Matchpunkte
2. Generaldurchschnitt (GD)
3. Bester Einzeldurchschnitt (BED)
4. Höchstserie (HS)

## Teilnehmer (nach Ausgangsklassement)
1. Dieter Müller (Billardakademie Berlin) (GD 95,45) (Titelverteidiger)
2. Klaus Hose (DBC Bochum 1926) (GD 62,32)
3. Dieter Wirtz (Düsseldorfer Billardfreunde 54) (GD 26,32)
4. Thomas Wildförster (BSV Velbert) (GD 35,00)
5. Norbert Ohagen (BC Feldmark 34 Gelsenkirchen) (GD 20,00)
6. Wolfgang Zenkner (BSV München) (GD 18,18)
7. Fritz Günther (BA Saar 05 Saarbrücken) (GD 16,29)
8. Hans Wernikowski (Billardfreunde Altenessen-Süd) (GD 14,72)

## Vorrunde
| MP    | Match Points (Sieger = 2; Unentschieden = 1; Verlierer = 0) |
| Pkte. | Erzielte Karambolagen                                       |
| Aufn. | Benötigte Versuche                                          |
| GD    | Generaldurchschnitt                                         |
| BED   | Bester Einzeldurchschnitt eines Spielers                    |
| HS    | Höchstserie                                                 |
|       | Bester GD des Turniers                                      |
|       | Bester ED des Turniers                                      |
|       | Beste HS des Turniers                                       |
|       | 1. Platz (Gold)                                             |
|       | 2. Platz (Silber)                                           |
|       | 3. Platz (Bronze)                                           |

| Platz                      | Name             | MP  | Pkte. | Aufn. | GD    | BED   | HS  |
| -------------------------- | ---------------- | --- | ----- | ----- | ----- | ----- | --- |
| 1                          | Dieter Müller    | 6:0 | 900   | 18    | 50,00 | 75,00 | 173 |
| 2                          | Th. Wildförster  | 4:2 | 845   | 33    | 25,60 | 25,00 | 92  |
| 3                          | Hans Wernikowski | 2:4 | 620   | 32    | 19,37 | 20,00 | 80  |
| 4                          | Norbert Ohagen   | 0:6 | 513   | 31    | 16,54 | –     | 94  |
| Gruppendurchschnitt: 25,24 |                  |     |       |       |       |       |     |

| Platz                      | Name             | MP  | Pkte. | Aufn. | GD    | BED   | HS  |
| -------------------------- | ---------------- | --- | ----- | ----- | ----- | ----- | --- |
| 1                          | Klaus Hose       | 6:0 | 900   | 16    | 56,25 | 75,00 | 173 |
| 2                          | Wolfgang Zenkner | 4:2 | 728   | 44    | 16,54 | 18,75 | 86  |
| 3                          | Dieter Wirtz     | 2:4 | 628   | 31    | 20,25 | 27,27 | 188 |
| 4                          | Fritz Günther    | 0:6 | 419   | 41    | 10,21 | –     | 39  |
| Gruppendurchschnitt: 20,26 |                  |     |       |       |       |       |     |

## Endrunde

### 5. Spielrunde
| Name          | MP  | Pkte. | Aufn. | GD     | BED    | HS  |
| ------------- | --- | ----- | ----- | ------ | ------ | --- |
| Dieter Müller | 2:0 | 300   | 2     | 150,00 | 150,00 | 298 |
| Dieter Wirtz  | 0:2 | 3     | 2     | 1,50   | –      | 3   |

| Name               | MP  | Pkte. | Aufn. | GD    | BED   | HS  |
| ------------------ | --- | ----- | ----- | ----- | ----- | --- |
| Thomas Wildförster | 2:0 | 300   | 11    | 27,27 | 27,27 | 88  |
| Wolfgang Zenkner   | 0:2 | 287   | 11    | 26,09 | –     | 102 |

| Name             | MP  | Pkte. | Aufn. | GD     | BED    | HS  |
| ---------------- | --- | ----- | ----- | ------ | ------ | --- |
| Hans Wernikowski | 0:2 | 15    | 2     | 7,50   | –      | 9   |
| Klaus Hose       | 2:0 | 300   | 2     | 150,00 | 150,00 | 237 |

### 6. Spielrunde
| Name             | MP  | Pkte. | Aufn. | GD    | BED   | HS  |
| ---------------- | --- | ----- | ----- | ----- | ----- | --- |
| Hans Wernikowski | 0:2 | 251   | 12    | 20,91 | –     | 145 |
| Dieter Wirtz     | 2:0 | 200   | 12    | 25,00 | 25,00 | 112 |

| Name             | MP  | Pkte. | Aufn. | GD    | BED   | HS  |
| ---------------- | --- | ----- | ----- | ----- | ----- | --- |
| Wolfgang Zenkner | 0:2 | 52    | 6     | 8,66  | –     | 23  |
| Dieter Müller    | 2:0 | 300   | 6     | 50,00 | 50,00 | 262 |

| Name               | MP  | Pkte. | Aufn. | GD     | BED    | HS  |
| ------------------ | --- | ----- | ----- | ------ | ------ | --- |
| Thomas Wildförster | 0:2 | 285   | 3     | 95,00  | –      | 259 |
| Klaus Hose         | 2:0 | 300   | 3     | 100,00 | 100,00 | 141 |

### 7. Spielrunde
| Name             | MP  | Pkte. | Aufn. | GD    | BED   | HS |
| ---------------- | --- | ----- | ----- | ----- | ----- | -- |
| Wolfgang Zenkner | 0:2 | 100   | 11    | 9,09  | –     | 47 |
| Hans Wernikowski | 2:0 | 300   | 11    | 27,27 | 27,27 | 97 |

| Name               | MP  | Pkte. | Aufn. | GD    | BED   | HS  |
| ------------------ | --- | ----- | ----- | ----- | ----- | --- |
| Thomas Wildförster | 2:0 | 300   | 8     | 37,50 | 37,50 | 104 |
| Dieter Wirtz       | 0:2 | 100   | 8     | 12,50 | –     | 54  |

| Name          | MP  | Pkte. | Aufn. | GD    | BED   | HS  |
| ------------- | --- | ----- | ----- | ----- | ----- | --- |
| Klaus Hose    | 0:2 | 163   | 5     | 32,60 | –     | 148 |
| Dieter Müller | 2:0 | 300   | 5     | 60,00 | 60,00 | 152 |

## Abschlusstabelle
| Klassement                 | Klassement         | Klassement | Klassement | Klassement | Klassement | Klassement | Klassement | Klassement |
| Platz                      | Name               | MP         | Pkte.      | Aufn.      | GD         | BED        | HS         |            |
| -------------------------- | ------------------ | ---------- | ---------- | ---------- | ---------- | ---------- | ---------- | ---------- |
| 1                          | Dieter Müller      | 12:0       | 1800       | 31         | 58,06      | 150,00     | 298        |            |
| 2                          | Klaus Hose         | 10:2       | 1663       | 26         | 63,96      | 150,00     | 237        |            |
| 3                          | Thomas Wildförster | 8:4        | 1730       | 55         | 31,45      | 37,50      | 259        |            |
| 4                          | Hans Wernikowski   | 4:8        | 1186       | 57         | 20,80      | 27,27      | 145        |            |
| 5                          | Dieter Wirtz       | 4:8        | 1031       | 53         | 19,45      | 27,27      | 188        |            |
| 6                          | Wolfgang Zenkner   | 4:8        | 1167       | 72         | 16,20      | 18,75      | 102        |            |
| 7                          | Norbert Ohagen     | 0:6        | 513        | 31         | 16,54      | –          | 94         |            |
| 8                          | Fritz Günther      | 0:6        | 419        | 41         | 10,21      | –          | 39         |            |
| Turnierdurchschnitt: 25,98 |                    |            |            |            |            |            |            |            |